# 柳湖街道
柳湖街道是中华人民共和国河南省周口市淮阳区下辖的一个街道办事处。

## 行政区划
柳湖街道下辖以下村级行政区划单位：
西城区社区、大宋村、小孟楼村、张庄村、团结村、卢关村、大李村、付楼村、金陈村、营子村、左桥村、劳桥村、大李村、棠棣村、杜庄村、李柿园村、七里河村和万老村。